# Ghanas dæmoner
Ghanas dæmoner er en dansk dokumentarfilm fra 2006, der er instrueret af Linus Mørk.

## Handling
Ghanas dæmoner fører seerne dybt ind i Afrikas religiøse virkelighed, hvor guder og ånder stadig besøger menneskene. De kristne anser disse guder for at være dæmoner, og gør alt de kan, for at jage dem bort. Men Ghanas gamle åndeverden lader sig ikke uden videre fordrive.